# 北京国际家居展
北京国际家居展暨中国生活节，简称北京国际家居展（英語：Beijing International Furniture Fair），是由居然之家与中国国际展览中心集团联合主办、北京中展居然国际展览有限公司承办的大型家居博览会，每年6月在北京中国国际展览中心(新馆)举办。首届展会于2017年6月15日至18日在北京举办，展览面积120000平方米，吸引10万人次观众，共有国内外483家参展商参展。
第二届北京国际家居展暨中国生活节确定将于2018年6月14至17日在北京中国国际展览中心(新馆)举办，展会设有意大利家具馆、国际家具馆、软体家具馆、儿童及适老家居馆、原创家具馆、套房家具馆、京派家具馆以及未来生活创意馆等8大主题展馆，展会面积达120000平方米。

## 展品范围
- 意大利家具馆
- 国际家具馆
- 软体家具馆
- 儿童及适老家居馆
- 原创家具馆
- 套房家具馆
- 京派家具馆
- 未来生活创意馆